# Remo Freuler
Remo Marco Freuler (* 15. dubna 1992 Ennenda) je švýcarský profesionální fotbalista, který hraje na pozici středního záložníka v italském klubu Bologna FC 1909, kde je na hostování z Nottinghamu Forest, a ve švýcarském národním týmu.

## Reprezentační kariéra
Freuler byl poprvé povolán do švýcarské reprezentace v listopadu 2016 na zápas kvalifikace na Mistrovství světa 2018. Svůj debut si však odbyl až 25. března 2017, když nastoupil na posledních 6 minut domácího zápasu proti Lotyšsku.
Byl zařazen do 23členného týmu Švýcarska na Mistrovství světa 2018 v Rusku. Nicméně na závěrečném turnaji do zápasů nenastoupil.
V květnu 2019 odehrál finálový turnaj Ligy národů, kde Švýcarsko skončilo na 4. místě.
Dne 31. května byl trenérem Vladimirem Petkovićem nominován na závěrečný turnaj EURO 2020.

## Statistiky

### Klubové
K 23. květnu 2021
| Klub        | Sezóna  | Liga             | Liga   | Liga | Pohár | Pohár | Evropské poháry | Evropské poháry | Celkem | Celkem |
| Klub        | Sezóna  | Liga             | Zápasy | Góly | Apps  | Goals | Apps            | Goals           | Apps   | Goals  |
| ----------- | ------- | ---------------- | ------ | ---- | ----- | ----- | --------------- | --------------- | ------ | ------ |
| Winterthur  | 2009/10 | Challenge League | 2      | 0    | 0     | 0     | 0               | 0               | 2      | 0      |
| Grasshopper | 2010/11 | Super League     | 5      | 1    | 2     | 1     | 0               | 0               | 7      | 2      |
| Grasshopper | 2011/12 | Super League     | 7      | 0    | 2     | 1     | 0               | 0               | 9      | 1      |
| Grasshopper | Celkem  | Celkem           | 12     | 1    | 4     | 2     | 0               | 0               | 16     | 3      |
| Winterthur  | 2011/12 | Challenge League | 14     | 2    | 1     | 0     | 0               | 0               | 15     | 2      |
| Winterthur  | 2012/13 | Challenge League | 35     | 3    | 2     | 1     | 0               | 0               | 37     | 4      |
| Winterthur  | 2013/14 | Challenge League | 21     | 3    | 1     | 0     | 0               | 0               | 22     | 3      |
| Winterthur  | Celkem  | Celkem           | 70     | 8    | 4     | 1     | 0               | 0               | 74     | 9      |
| Luzern      | 2013/14 | Super League     | 12     | 1    | 1     | 0     | 0               | 0               | 13     | 1      |
| Luzern      | 2014/15 | Super League     | 33     | 7    | 3     | 0     | 2               | 0               | 38     | 7      |
| Luzern      | 2015/16 | Super League     | 18     | 1    | 4     | 0     | 0               | 0               | 22     | 1      |
| Luzern      | Celkem  | Celkem           | 63     | 9    | 8     | 0     | 2               | 0               | 73     | 9      |
| Atalanta    | 2015/16 | Serie A          | 6      | 1    | 0     | 0     | 0               | 0               | 6      | 1      |
| Atalanta    | 2016/17 | Serie A          | 33     | 5    | 2     | 0     | 0               | 0               | 35     | 5      |
| Atalanta    | 2017/18 | Serie A          | 35     | 5    | 3     | 0     | 8               | 1               | 46     | 6      |
| Atalanta    | 2018/19 | Serie A          | 35     | 2    | 4     | 0     | 5               | 0               | 44     | 2      |
| Atalanta    | 2019/20 | Serie A          | 31     | 2    | 1     | 0     | 8               | 1               | 40     | 3      |
| Atalanta    | 2020/21 | Serie A          | 34     | 2    | 5     | 0     | 7               | 0               | 46     | 2      |
| Atalanta    | Celkem  | Celkem           | 174    | 17   | 15    | 0     | 28              | 2               | 217    | 19     |
| Celkem      | Celkem  | Celkem           | 321    | 35   | 31    | 3     | 30              | 2               | 382    | 40     |

### Reprezentační
K 3. červnu 2021
| Švýcarsko | Švýcarsko | Švýcarsko |
| Rok       | Zápasy    | Góly      |
| --------- | --------- | --------- |
| 2017      | 7         | 0         |
| 2018      | 7         | 0         |
| 2019      | 7         | 1         |
| 2020      | 4         | 2         |
| 2021      | 4         | 0         |
| Celkem    | 29        | 3         |

#### Reprezentační góly
K zápasu odehranému 3. června 2021. Skóre a výsledky Švýcarska jsou vždy zapisovány jako první.
| Gól | Datum              | Místo                                         | Soupeř    | Skóre | Výsledek | Soutěž                   |
| --- | ------------------ | --------------------------------------------- | --------- | ----- | -------- | ------------------------ |
| 1.  | 26. března 2019    | St. Jakob-Park, Basilej, Švýcarsko            | Dánsko    | 1:0   | 3:3      | Kvalifikace na Euro 2020 |
| 2.  | 13. října 2020     | RheinEnergieStadion, Kolín nad Rýnem, Německo | Německo   | 2:0   | 3:3      | Liga národů UEFA 2020/21 |
| 3.  | 14. listopadu 2020 | St. Jakob-Park, Basilej, Švýcarsko            | Španělsko | 1:0   | 1:1      | Liga národů UEFA 2020/21 |